# Ronde van Spanje 2010/Zeventiende etappe
De zeventiende etappe van de Ronde van Spanje 2010 werd verreden op 15 september 2010. Het is een individuele tijdrit over 46 km in de omgeving van Peñafiel.

## Verslag
Door de wisselende weersomstandigheden was deze tijdrit anders dan anderen. Lange tijd had topfavoriet en wereldkampioen Fabian Cancellara de beste tijd aan de streep, maar toen de wind draaide verbeterde de Rus Denis Mensjov diens toptijd met 25 seconden. Uiteindelijk was het de Slowaak Peter Velits, de zesde uit het klassement, die met de zege ging lopen door nog 12 seconden sneller te rijden. Rodetruidrager Joaquím Rodríguez verloor heel veel tijd, zakte terug naar de 5e plaats in het klassement, en zo wipte Vincenzo Nibali terug naar de 1e plaats. Ezequiel Mosquera reed een zeer goede tijdrit, en werd tweede in het klassement, op ruim een halve minuut van Nibali. Velits klom van 6 naar 3.

## Uitslagen
| Plaats  | Naam                | Ploeg                   | Tijd    |
| ------- | ------------------- | ----------------------- | ------- |
| Winnaar | Peter Velits        | Team HTC-Columbia       | 52'43"  |
| 2       | Denis Mensjov       | Rabobank                | + 0'12" |
| 3       | Fabian Cancellara   | Team Saxo Bank          | + 0'37" |
| 4       | Gustav Erik Larsson | Team Saxo Bank          | + 0'50" |
| 5       | Luis León Sánchez   | Caisse d'Epargne        | + 1'03" |
| 6       | Leif Hoste          | Omega Pharma-Lotto      | + 1'07" |
| 7       | David Zabriskie     | Garmin-Transitions      | + 1'10" |
| 8       | Carlos Barredo      | Quick·Step              | + 1'14" |
| 9       | Philippe Gilbert    | Omega Pharma-Lotto      | + 1'24" |
| 10      | David Millar        | Team Garmin-Transitions | + 1'27" |
|         |                     |                         |         |
| 40      | Sebastian Langeveld | Rabobank                | + 3'36" |

| Plaats    | Naam              | Ploeg                   | Tijd       |
| --------- | ----------------- | ----------------------- | ---------- |
| Rode trui | Vincenzo Nibali   | Liquigas                | 71u19'50"  |
| 2         | Ezequiel Mosquera | Xacobeo-Galicia         | + 0'38"    |
| 3         | Peter Velits      | Team HTC-Columbia       | + 1'59"    |
| 4         | Fränk Schleck     | Team Saxo Bank          | + 3'43"    |
| 5         | Joaquím Rodríguez | Katjoesja               | + 3'44"    |
| 6         | Xavier Tondó      | Cervélo                 | + 3'44"    |
| 7         | Tom Danielson     | Team Garmin-Transitions | + 3'54"    |
| 8         | Nicolas Roche     | AG2R                    | + 4'02"    |
| 9         | Carlos Sastre     | Cervélo                 | + 4'12"    |
| 10        | Luis León Sánchez | Caisse d'Epargne        | + 5'42"    |
|           |                   |                         |            |
| 19        | Jan Bakelants     | Omega Pharma-Lotto      | + 19'26"   |
| 94        | Niki Terpstra     | Team Milram             | + 2u16'02" |

## Nevenklassementen
| Plaats      | Naam              | Ploeg                   | Punten |
| ----------- | ----------------- | ----------------------- | ------ |
| Groene trui | Mark Cavendish    | Team HTC-Columbia       | 111    |
| 2           | Joaquím Rodríguez | Katjoesja               | 93     |
| 3           | Tyler Farrar      | Team Garmin-Transitions | 90     |
|             |                   |                         |        |
| 5           | Philippe Gilbert  | Omega Pharma-Lotto      | 75     |
| 78          | Niki Terpstra     | Team Milram             | 6      |

| Plaats                | Naam              | Ploeg            | Punten |
| --------------------- | ----------------- | ---------------- | ------ |
| Bolletjestrui (blauw) | David Moncoutié   | Cofidis          | 48     |
| 2                     | Serafín Martínez  | Xacobeo-Galicia  | 38     |
| 3                     | Luis León Sánchez | Caisse d'Epargne | 25     |
|                       |                   |                  |        |
| 9                     | Niki Terpstra     | Team Milram      | 14     |
| 16                    | Kevin De Weert    | Quick-Step       | 10     |

| Plaats     | Naam              | Ploeg              | Punten |
| ---------- | ----------------- | ------------------ | ------ |
| Witte trui | Joaquím Rodríguez | Katjoesja          | 13     |
| 2          | Vincenzo Nibali   | Liquigas           | 16     |
| 3          | Ezequiel Mosquera | Xacobeo-Galicia    | 16     |
|            |                   |                    |        |
| 13         | Philippe Gilbert  | Omega Pharma-Lotto | 82     |
| 39         | Niki Terpstra     | Team Milram        | 181    |

| Plaats | Ploeg            | Tijd       |
| ------ | ---------------- | ---------- |
|        | Katjoesja        | 213u44'51" |
| 2      | Caisse d'Epargne | + 0'20"    |
| 3      | Xacobeo Galicia  | + 11'45"   |

## Opgaven
- Thor Hushovd (Cervélo) - Niet gestart na de rustdag
- Theo Bos (Cervélo)

1e etappe ·
2e etappe ·
3e etappe ·
4e etappe ·
5e etappe ·
6e etappe ·
7e etappe ·
8e etappe ·
9e etappe ·
10e etappe ·
11e etappe ·
12e etappe ·
13e etappe ·
14e etappe ·
15e etappe ·
16e etappe ·
17e etappe ·
18e etappe ·
19e etappe ·
20e etappe ·
21e etappe
Startlijst · Eindstanden · Afbeeldingen